# ビューティカダンホールディングス
株式会社ビューティカダンホールディングス（英: Beauty Kadan Holdings Co.,Ltd.）は生花の卸売や生花祭壇の企画・設営を行う企業の持株会社。東京証券取引所スタンダード市場上場 。

## 沿革
- 1974年5月 - 熊本県熊本市にて、個人商店として「ビューティ花壇」を創業。
- 1997年1月 - 有限会社ビューティ花壇設立。
- 2000年6月 - 株式会社化。同年7月、羽田営業所（2002年に神奈川支社として川崎市に移転）開設。
- 2001年9月 - 東京支社開設。
- 2003年11月 - 本社を熊本市から東京都葛飾区に移転。
- 2005年6月 - 本社を東京都葛飾区から同港区に移転。
- 2006年6月19日 - 東京証券取引所マザーズに上場。
- 2006年10月 - 台湾に合弁会社美麗花壇股份有限公司設立。
- 2007年4月 - 假屋崎省吾と業務委託契約を締結。
- 2012年9月 - 熊本県熊本市南区流通団地一丁目46番へ本社移転。
- 2016年11月 - 市場選択制度により東京証券取引所第二部に市場変更。
- 2022年4月 - 東京証券取引所市場第二部から東京証券取引所スタンダード市場へ移行。
- 2024年1月 - 持株会社体制へ移行し、株式会社ビューティカダンホールディングスに商号変更。生花祭壇事業を東日本地域と西日本地域に分割し、株式会社ビューティ花壇東日本、株式会社ビューティ花壇西日本に承継[5]。

## 事業内容
- 生花卸売事業 - 生花店向け仕入れ代行、企業向けの胡蝶蘭の販売などを行う。
- 生花祭壇事業 - 葬儀用祭壇の設営、結婚式向け生花ディスプレイ、社葬・大型葬の企画、假屋崎省吾プロデュースの祭壇やウエディングブーケの販売を行う。